# Pareti rocciose di Cala del Cefalo
Pareti rocciose di Cala del Cefalo este o arie protejată (arie specială de conservare — SAC, sit de importanță comunitară — SCI) din Italia întinsă pe o suprafață de 38 ha, integral pe uscat.

## Localizare
Centrul sitului Pareti rocciose di Cala del Cefalo este situat la coordonatele 40°01′17″N 15°19′50″E / 40.021389°N 15.330556°E.

## Înființare
Situl Pareti rocciose di Cala del Cefalo a fost declarat sit de importanță comunitară în mai 1995 pentru a proteja 2 specii de plante și 7 specii de animale. Situl a fost protejat și ca arie specială de conservare în mai 2019.

## Biodiversitate
Situată în ecoregiunea mediteraneană, aria protejată conține 4 habitate naturale: Faleze cu vegetație de Limonium spp. endemic de pe coastele mediteraneene, Tufărișuri termo-mediteraneene și de pre-deșert, Pante stâncoase calcaroase cu vegetație casmofită, Peșteri inaccesibile publicului.
La baza desemnării sitului se află mai multe specii protejate:
- plante (2): Dianthus rupicola, Primula palinuri
- păsări (4): prepeliță (Coturnix coturnix), sfrâncioc roșiatic (Lanius collurio), Larus argentatus, viespar (Pernis apivorus)
- mamifere (2): liliacul mare cu potcoavă (Rhinolophus ferrumequinum), liliacul mic cu potcoavă (Rhinolophus hipposideros)
- reptile (1): șarpele cu patru dungi (Elaphe quatuorlineata)

Pe lângă speciile protejate, pe teritoriul sitului au mai fost identificate 1 specie de plante, 3 specii de reptile.